# Enneobranchus flavioculatus
Enneobranchus flavioculatus är en kräftdjursart som beskrevs av García Gómez 1988. Enneobranchus flavioculatus ingår i släktet Enneobranchus och familjen eremitkräftor. Inga underarter finns listade i Catalogue of Life.